# Karate ai I Giochi europei
Le gare di karate ai I Giochi europei sono state disputate a Baku il 13 e 14 giugno 2015.

## Podi

### Maschili
| Specialità | Oro                 | Argento                 | Bronzo             |
| 60 kg      | Firdovsi Farzaliyev | Luca Maresca            | Emil Pavlov        |
| 67 kg      | Burak Uygur         | Steven Da Costa         | Niyazi Aliyev      |
| 75 kg      | Rafael Aǧhayev      | Luigi Busà              | Erman Eltemur      |
| 84 kg      | Aykhan Mamayev      | Michail Georgios Tzanos | Ugur Aktas         |
| +84 kg     | Enes Erkan          | Jonathan Horne          | Martin Nestorovski |
| Kata       | Damián Quintero     | Mattia Busato           | Mehmet Yakan       |

### Femminili
| Specialità | Oro                  | Argento                 | Bronzo            |
| 50 kg      | Serap Özçelik        | Bettina Plank           | Alexandra Recchia |
| 55 kg      | Emily Thouy          | Jelena Kovačević        | Ilaha Gasimova    |
| 61 kg      | Lucie Ignace         | Merve Çoban             | Ana Lenard        |
| 68 kg      | Irina Zaretska       | Alisa Theresa Buchinger | Marina Raković    |
| +68 kg     | Maša Martinović      | Meltem Hocaoğlu         | Ivanna Zajceva    |
| Kata       | Sandra Sánchez Jaime | Sandy Scordo            | Dilara Bozan      |